# Skåningsmåla
Skåningsmåla är en gård i Bäckebo socken i Nybro kommun i Småland.
I Skåningsmåla ligger en stor medeltida järnframställningsplats som undersöktes i mitten av 1990-talet. Järnframställningsplatsen har huvudsakligen varit i bruk under 1200- och 1300-talen. Vid undersökningen påträffades 2,6 ton slagg och då undersöktes endast en mindre del av slaggvarpen. Råvaran utgjordes av myrmalm hämtad från den intilliggande Snärjebäcken och myrmarkerna. Förutom två kolupplag påträffades också rester av en blästerugn, liksom en mängd järnföremål som visar att man även ägnat sig åt smide på platsen. Man fann inga spår av någon bosättning, vilket visar att man troligen ägnat sig åt järnhanteringen långt från bebyggelsen. 